# Le Poizat-Lalleyriat
Le Poizat-Lalleyriat – gmina we Francji, w regionie Owernia-Rodan-Alpy, w departamencie Ain. Została utworzona 1 stycznia 2016 roku z połączenia dwóch wcześniejszych gmin: Lalleyriat oraz Le Poizat. Siedzibą gminy została miejscowość Lalleyriat. W 2013 roku populacja wyżej wymienionych gmin wynosiła 711 mieszkańców.